# Монти-дас-Гамелейрас
Монти-дас-Гамелейрас (порт. Monte das Gameleiras)  —  муниципалитет в Бразилии, входит в штат Риу-Гранди-ду-Норти. Составная часть мезорегиона Сельскохозяйственный район штата Риу-Гранди-ду-Норти. Входит в экономико-статистический  микрорегион Борборема-Потигуар. Население составляет 2378 человек на 2006 год. Занимает площадь 71,945 км². Плотность населения — 33,1 чел./км².

## Статистика
- Валовой внутренний продукт на 2003 год составляет 5 876 486,00 реалов (данные: Бразильский институт географии и статистики).
- Валовой внутренний продукт на душу населения на 2003 год составляет 2395,63 реалов (данные: Бразильский институт географии и статистики).
- Индекс развития человеческого потенциала на 2000 год составляет 0,593 (данные: Программа развития ООН).